# Oedaspis formosana
Oedaspis formosana är en tvåvingeart som beskrevs av Tokuichi Shiraki 1933. Oedaspis formosana ingår i släktet Oedaspis och familjen borrflugor.
Artens utbredningsområde är Taiwan. Inga underarter finns listade i Catalogue of Life.